# Richtlinie 2004/37/EG
Die Richtlinie 2004/37/EG des Europäischen Parlaments und des Rates vom 29. April 2004 über den Schutz der Arbeitnehmer gegen Gefährdung durch Exposition gegenüber Karzinogenen, Mutagenen oder reproduktionstoxischen Stoffen bei der Arbeit (nichtamtlich auch kurz Arbeitnehmer-Karzinogenschutz-Richtlinie genannt; englisch Carcinogens, Mutagens or Reprotoxic substances Directive, zuvor Carcinogens and Mutagens Directive) ist eine Europäische Richtlinie zum Schutz von Arbeitnehmern vor der Gefährdung durch Karzinogene,  Mutagene und Reproduktionstoxische Stoffe. Sie ist die sechste Einzelrichtlinie zur Richtlinie 89/391/EWG (Arbeitsschutz-Rahmenrichtlinie) und definiert die Mindestvorschriften für den Schutz der Arbeitnehmer und legt Schutz- sowie Präventionsmaßnahmen fest, um das Risiko für die Sicherheit und die Gesundheit zu senken. Sie gilt für Stoffe oder Gemische, die als Karzinogene (Kategorie 1A oder 1B), als Keimzellenmutagene (Kategorie 1A oder 1B) oder reproduktionstoxischer Stoffe (Kategorie 1A oder 1B) gemäß Anhang I der Verordnung (EG) Nr. 1272/2008 (CLP) eingestuft sind.

## Historie
Am 28. Juni verabschiedete die Europäische Wirtschaftsgemeinschaft die Richtlinie 90/394/EWG über den Schutz der Arbeitnehmer gegen Gefährdung durch Karzinogene bei der Arbeit. Diese wurde am 27. Juni 1997 durch Richtlinie 97/42/EG und am 29. April 1999 durch die Richtlinie 1999/38/EG geändert.
Aufgrund der mehrfachen Änderungen beschloss die EU die Richtlinie 90/394/EWG zu kodifizieren und aufzuheben und durch die Richtlinie 2004/37/EG des Europäischen Parlaments und des Rates vom 29. April 2004 über den Schutz der Arbeitnehmer gegen Gefährdung durch Karzinogene oder Mutagene bei der Arbeit zu ersetzen. Wie die Vorgängerrichtlinie 90/394/EWG ist auch die neue Richtlinie 2004/37/EG eine Einzelrichtlinie im Sinne der Artikels 16(1) der Richtlinie 89/391/EWG, die deren Vorgaben nicht ersetzt, sondern erweitert und ergänzt.
Die Richtlinie 2004/37/EG wurde durch die Richtlinie 2014/27/EU, die Richtlinie (EU) 2017/2398, die Richtlinie (EU) 2019/130, die Richtlinie (EU) 2019/983, die Verordnung (EU) 2019/1243 und zuletzt die Richtlinie (EU) 2022/431 mehrfach ergänzt und erweitert. Durch die Richtlinie (EU) 2022/431 wurde der Geltungsbereich dieser Richtlinie auf reproduktionstoxische Stoffe erweitert.

## Aufbau der Richtlinie 2004/37/EG
- KAPITEL I ALLGEMEINE BESTIMMUNGEN
  - Artikel 1 Ziel
  - Artikel 2 Definitionen
  - Artikel 3 Anwendungsbereich – Ermittlung und Bewertung der Gefahren
- KAPITEL II PFLICHTEN DER ARBEITGEBER
  - Artikel 4 Verringerung und Ersatz
  - Artikel 5 Maßnahmen zur Vermeidung oder Verringerung einer Exposition
  - Artikel 6 Unterrichtung der zuständigen Behörde
  - Artikel 7 Unvorhersehbare Exposition
  - Artikel 8 Vorhersehbare Exposition
  - Artikel 9 Zugang zu den Gefahrenbereichen
  - Artikel 10 Hygienemaßnahmen und individuelle Schutzmaßnahmen
  - Artikel 11 Unterrichtung und Unterweisung der Arbeitnehmer
  - Artikel 12 Unterrichtung der Arbeitnehmer
  - Artikel 13 Anhörung und Mitwirkung der Arbeitnehmer
  - Artikel 13a Vereinbarungen zwischen den Sozialpartnern
- KAPITEL III SONSTIGE BESTIMMUNGEN
  - Artikel 14 Gesundheitsüberwachung
  - Artikel 15 Aufbewahrung der Unterlagen
  - Artikel 16 Grenzwerte
  - Artikel 16a Bestimmung von reproduktionstoxischen Stoffen ohne Schwellenwert und mit Schwellenwert
  - Artikel 17 Änderung des Anhangs II
  - Artikel 17a Ausübung der Befugnisübertragung
  - Artikel 17b Dringlichkeitsverfahren
  - Artikel 18 Datenauswertung
  - Artikel 18a Bewertung
  - Artikel 19 Information der Kommission
  - Artikel 20 Aufhebung
  - Artikel 21 Inkrafttreten
  - Artikel 22 Adressaten
- ANHANG I Liste von Stoffen, Gemische und Verfahren
- ANHANG II Praktische Empfehlungen für die Gesundheitsüberwachung von Arbeitnehmern
- ANHANG III Grenzwerte und andere damit unmittelbar zusammenhängende Bestimmungen (Artikel 16)
  - A. GRENZWERTE BERUFSBEDINGTER EXPOSITION
  - B. ANDERE DAMIT UNMITTELBAR ZUSAMMENHÄNGENDE BESTIMMUNGEN
- ANHANG IIIa BIOLOGISCHE GRENZWERTE UND GESUNDHEITSÜBERWACHUNGSMAßNAHMEN
- ANHANG IV
  - Teil A Aufgehobene Richtlinie und ihre nachfolgenden Änderungen
  - Teil B Fristen für die Umsetzung in nationales Recht
- ANHANG V ENTSPRECHUNGSTABELLE

## Anhang III
Im Anhang III der Richtlinie werden die berufsbedingten Kurzzeit- und 8 Stunden-Expositionsgrenzwerte für einzelne Stoffe festgelegt: Hartholzstäube, Chrom(VI)-Verbindungen, feuerfeste Keramikfasern, Quarzfeinstaub, Benzol, Vinylchlorid, Ethylenoxid, 1,2-Epoxypropan, Trichlorethylen, Acrylamid, 2-Nitropropan, o-Toluidin, 4,4'-Methylendianilin, Epichlorhydrin, Ethylendibromid, 1,3-Butadien, Ethylendichlorid, Hydrazin, Bromethylen, Dieselmotoremissionen, Polyzyklische aromatische Kohlenwasserstoffe, Mineralöle, Cadmium und anorganische Cadmiumverbindungen, Beryllium und anorganische Berylliumverbindungen, Arsensäure, ihre Salze sowie anorganische Arsenverbindungen, Formaldehyd, 4,4′-Methylenbis(2-chloranilin), Acrylnitril, Nickelverbindungen, Blei und seine Verbindungen, N,N-Dimethylacetamid, Nitrobenzol, N,N Dimethylformamid, 2-Methoxyethanol, 2-Methoxyethylacetat, 2-Ethoxyethanol, 2-Ethoxyethylacetat, 1-Methyl-2-pyrrolidon, Quecksilber und divalente anorganische Quecksilberverbindungen, Bisphenol A und Kohlenstoffmonoxid.